# بيترا مونتر
بيترا مونتر Petra Mönter (ولدت في 1962 في بينسبرج) هي كاتبة ألمانية.

## من أعمالها
- التقبيل ممنوع 1999
- لا تذهبي مع أحد يا لينا 2000
- فيمالا تنتمي لنا 2002
- صوفي تدافع عن نفسها 2004

وقد ترجمت أجزاء من تلك الكتب إلى الكورية والصينية والفلامية.